# Miodunka czerwona
Miodunka czerwona (Pulmonaria rubra Schott) – gatunek roślin z rodziny ogórecznikowatych (Boraginaceae). Występuje naturalnie w Grecji, Albanii, Serbii, Bułgarii, Rumunii, na Węgrzech, w Mołdawii oraz na Ukrainie. W 2004 roku zaobserwowano jego siedlisko w Górach Kamiennych (Sudety) w miejscowości Sokołowsko – uznawany jest tam za neofit. Ponadto jest uprawiany jako roślina ozdobna.

## Morfologia

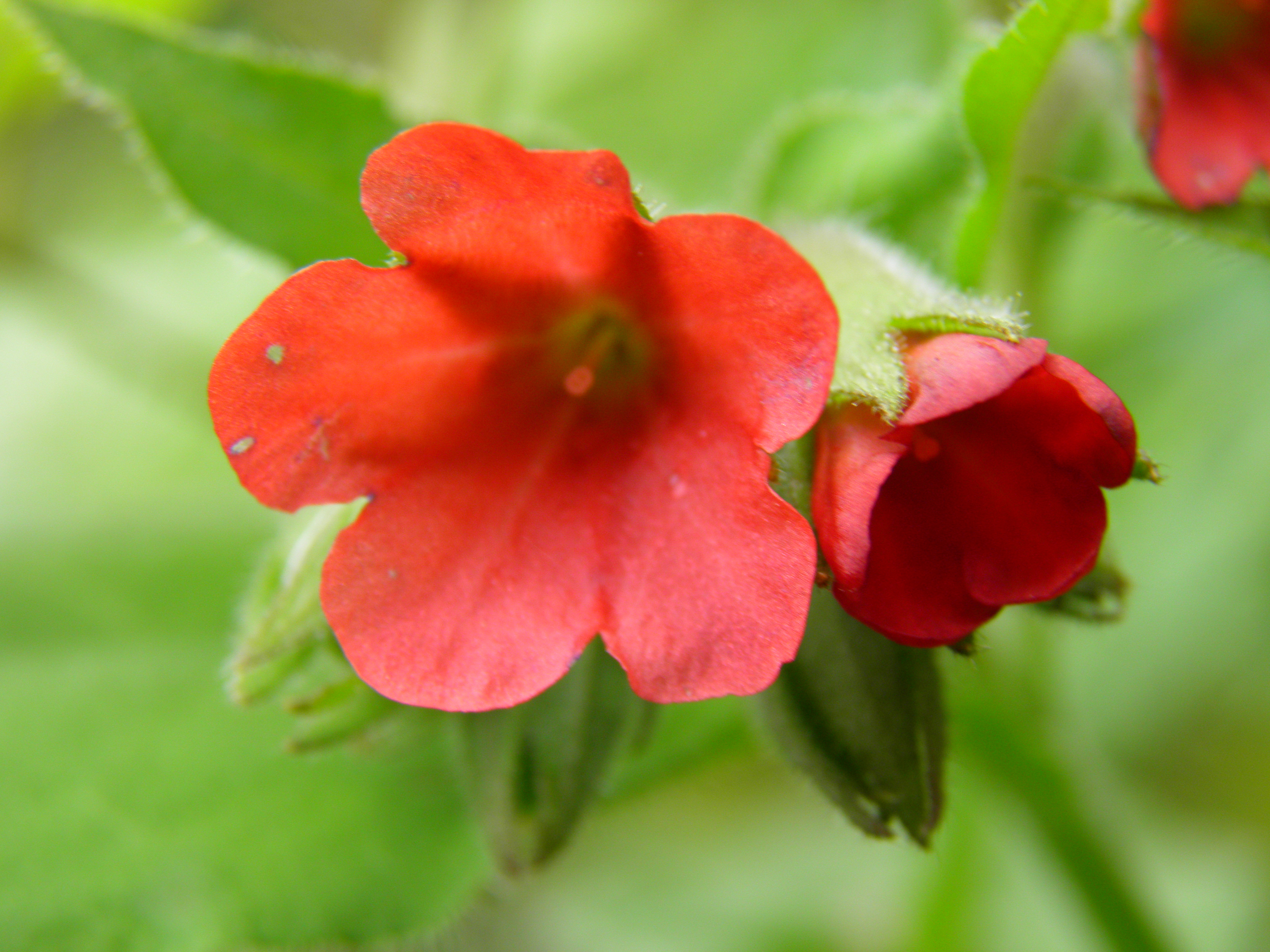
Kwiat

LiścieMają jasnozieloną barwę i są silnie szczeciniasto owłosione. Liście odziomkowe mają blaszkę liściową o jajowato lancetowatym kształcie i mierzą 15 cm długości i 7 cm szerokości. Ich nasada kończy się nagle lub zwęża na odcinku 0,5 cm. Dolne liście są wyraźnie mniejsze od górnych.
KwiatyZebrane w wierzchotki, rozwijają się na szczytach pędów. Kwiaty mają różowoczerwoną barwę.
Gatunki podobneRoślina jest podobna do miodunki węgierskiej (P. filarszkyana), która różni się dłuższą i węższą blaszką liściową z krótszym ogonkiem liściowym. Ponadto nasada blaszki zwęża się stopniowo, a najniższe liście są niewiele mniejsze od górnych. Niektóre źródła uważają miodunkę węgierską za podgatunek miodunki czerwonej, jednak badania wykazały różnice genetyczne i siedliskowe pomiędzy tymi gatunkami. Miodunka czerwona może być także mylona z miodunką ćmą (P. obscura), od której różni się liśćmi niemal dwukrotnie dłuższymi i jaśniejszymi. Ponadto miodunka czerwona ma kwiaty zawsze o różowoczerwonej barwie.